# Edu Espiau
Eduardo David Espiau Hernández, detto Edu (Las Palmas de Gran Canaria, 19 dicembre 1994), è un calciatore spagnolo, attaccante dell'Arka Gdynia.

## Carriera
Dopo aver giocato nelle giovanili di diverse squadre della sua città natale, ha iniziato la carriera nelle serie minori del campionato spagnolo con l'Acodetti e la terza squadra del Las Palmas. Nel febbraio del 2018 è stato aggregato alla rosa della seconda squadra del Las Palmas, con cui ha giocato per una stagione e mezza in terza divisione. Nel 2019 è stato promosso in prima squadra, ma è stato subito girato in prestito alla seconda squadra del Villarreal, anch'essa militante in terza divisione. Tornato dal prestito, ha totalizzato 29 presenze e 2 reti in seconda divisione con il Las Palmas nella stagione 2020-2021. L'anno successivo si è trasferito al Ponferradina, altro club della seconda divisione spagnola.

## Statistiche

### Presenze e reti nei club
Statistiche aggiornate al 31 gennaio 2022.
| Stagione                   | Squadra                    | Campionato                 | Campionato | Campionato | Coppe nazionali | Coppe nazionali | Coppe nazionali | Coppe continentali | Coppe continentali | Coppe continentali | Altre coppe | Altre coppe | Altre coppe | Totale | Totale |
| Stagione                   | Squadra                    | Comp                       | Pres       | Reti       | Comp            | Pres            | Reti            | Comp               | Pres               | Reti               | Comp        | Pres        | Reti        | Pres   | Reti   |
| -------------------------- | -------------------------- | -------------------------- | ---------- | ---------- | --------------- | --------------- | --------------- | ------------------ | ------------------ | ------------------ | ----------- | ----------- | ----------- | ------ | ------ |
| feb.-giu. 2018             | Las Palmas Atlético        | SDB                        | 14         | 7          |                 | -               | -               |                    | -                  | -                  |             | -           | -           | 14     | 7      |
| 2018-2019                  | Las Palmas Atlético        | SDB                        | 29         | 5          |                 | -               | -               |                    | -                  | -                  |             | -           | -           | 29     | 5      |
| Totale Las Palmas Atlético | Totale Las Palmas Atlético | Totale Las Palmas Atlético | 43         | 12         |                 | -               | -               |                    | -                  | -                  |             | -           | -           | 43     | 12     |
| 2019-2020                  | Villarreal B               | SDB                        | 27         | 9          |                 | -               | -               |                    | -                  | -                  |             | -           | -           | 27     | 9      |
| 2020-2021                  | Las Palmas                 | SD                         | 29         | 2          | CR              | 1               | 0               |                    | -                  | -                  |             | -           | -           | 30     | 2      |
| 2021-2022                  | Ponferradina               | SD                         | 21         | 2          | CR              | 3               | 0               |                    | -                  | -                  |             | -           | -           | 24     | 2      |
| Totale carriera            | Totale carriera            | Totale carriera            | 120        | 25         |                 | 4               | 0               |                    | -                  | -                  |             | -           | -           | 129    | 25     |